# 김기철 (1917년)
김기철(金基喆, 1917년 5월 30일 ~ 1986년 10월 10일)은 대한민국의 정치인이다.

## 생애
충청북도 음성에서 출생하였으며 경상북도 경주에서 어린 시절을 보냈다. 그는 일본흥문중학교를 졸업하고, 일본 관서대학 전문부를 나온 이후 명륜학원을 나왔고 만주 길림사범학교를 전문학사 학위하였다. 대한독립촉성회 충주군 청년연맹위원장, 대동청년단 충주군단장, 농림부 정무차관과 FAO아세아총회한국수석대표, 민주당 중앙정치훈련소장, 민주당 조직위원장 및 당무위원, 한국천주교 평신도협의회 회장을 지냈다. 제헌국회의원이었으며, 3대, 5대, 11대 국회의원이다. 11대에는 민주정의당 소속 전국구 국회의원이었다. 제30대 체신부장관을 역임하였다.
탤런트 류시원의 외할아버지이다.

## 역대 선거 결과
|  | 50.66% |

|  | 14.22% |

|  | 26.47% |

|  | 31.33% |

|  | 54.53% |

|  | 18.28% |

|  | 3.0% |

|  | 35.6% |